# 曾皐
曾皐（？—？），號見虞，江西吉安府廬陵縣人，明朝政治人物。

## 生平
萬曆十年（1582年）壬午科江西鄉試舉人。萬曆二十年（1592年），登壬辰科第三甲第二百二十四名進士。吏部觀政，二十三年授工部主事，管器皿厂，二十六年升员外郎、营缮司郎中，二十七年升潞安府知府，二十九年致仕。三十年補韶州知府，三十一年致仕。三十四年補建宁知府，三十八年升湖广副使，以患病未愈，本年七月加升太僕寺少卿致仕。四十三年六月起南太僕寺少卿添注。

## 家族
曾祖曾大紳；祖父曾仕會；父曾龍。